# Ellen Allien
Ellen Allien, născută Ellen Fraatz (în 1968), este o muziciană și producătoare germană,  și fondatoare a casei de discuri-ui BPitch Control. Locuiește în Berlin, Germania. Ellen cântă atât în germană cât și în engleză. Ellen Allien a spus că sursa ei principală de inspirație în muzică este cultura Berlinului reunificat;, albumul ei Stadtkind a fost dedicat orașului. Muzica ei e un amestec de IDM și electro, care este orientată spre ringul de dans, dar în același timp, are elemente experimentale notabile.

## Istorie
Ellen s-a născut la Berlin în 1969. Tatăl ei a cântat la chitară și pian. În cursul anului 1989, ea a trăit la Londra, unde a intrat în contact pentru prima oara cu muzica electronică. Când s-a întors la Berlin, muzica electronică devenise din ce în ce mai populară în Germania. În 1992, ea a devenit rezident al cluburilor DJ in Bunker, Tresor și E-Werk. Și-a început propria ei emisiune pe postul de radio Kiss-FM din Berlin și a creat label-ul ei propriu, numindu-le pe ambele "Braincandy". Datorită discrepanțelor în vânzările de discuri, a renunțat la Braincandy în 1997 și în schimb, a început să organizeze petreceri cu numele, "B Pitch". Allien a creat label BPitch Control în 1999. Releas-urile label-ului de la Sascha Funke și Tok Tok au avut un succes deosebit. Ellen și-a lansat primul ei album, Stadtkind ("orașul copil"), în 2001, și Berlinette în 2003, iar după lansarea albumului Thrills, în 2005 Allien a creat un sub-label la BPitch, pentru minimal house și tech minimal, numit "Memo Musik". Albumul Orchestra of Bubbles, în colaborare cu Apparat, conține melodii remarcabile cum ar fi "Way Out", "Turbo Dreams"  și "Jet", și a fost lansat în anul 2006.
În cursul aceluiași an, și-a Ellen Allien a lansat propria linia de modă, care poate fi văzută ca "o extindere a filozofiei sale de viață". Ellen Allien Fashion  combină o perspectivă inteligentă pe modă, muzică, artă, și călătoria către o existență atotcuprinzătoare, care are menirea de a fi împărtășită. Explorând globul, viața de stradă, Ellen Allien își dezvoltă intuiția pentru materiale, forme, desene și modele. În colecția ei cea mai recentă, Night Flowers, (Ellen Allien Fashion primăvară/ vară 2010) a creat un aspect complet confecționat dintr-un amestec de dantelă florală neagră, elemente florale albe și negre cusute din bumbac și lână de vară. Având imprimeuri confuze cu oameni dansând pe tricouri ce atârnă, fiecare detaliu transportă sentimentul Florilor de Noapte -. "suntem florile de noapte, și în acele momente speciale, când muzica și mulțimea deveni un întreg, noi ca prin magie înflorim la trecerea apusului... ".
După albumul minimalist Sool, din 2008, Ellen Allien a lansat al cincilea album solo Dust (BPC217) în luna mai a anului 2010.
Allien a avut o apariție scurtă în documentarul despre muzica electronică, Speaking In Code, din 2009.

## Discografie

### Albume
- 2001 - Stadtkind (BPC021)
- 2003 - Berlinette (BPC065)
- 2004 - Remix Collection (BPC080)
- 2005 - Thrills (BPC106)
- 2006 - Orchestra of Bubbles (BPC125)
- 2008 - Sool (BPC175)
- 2010 - Dust (BPC217)

### EP-uri / Single-uri
- 1995 - "Ellen Allien EP" (XAMP03)
- 1995 - "Yellow Sky Vol. II" (MFS7074-0)
- 1997 - "Be Wild" (BRAINCANDY002)
- 1997 - "Rockt Krieger" (BRAINCANDY003)
- 2000 - "Last Kiss '99" (BPC008)
- 2000 - "Dataromance" (BPC013)
- 2001 - "Dataromance" (Remixes) (BPC029)
- 2001 - "Stadtkind" (Remixes) (BPC030)
- 2002 - "Erdbeermund" (BPC041)
- 2003 - "Trash Scapes" (Remixes) (BPC066)
- 2003 - "Alles Sehen" (Remixes) (BPC073)
- 2004 - "Astral" (BPC085)
- 2005 - "Magma" (BPC105)
- 2005 - "Your Body Is My Body" (BPC113)
- 2006 - "Just A Man/Just A Woman" (with Audion) (SPC36)
- 2006 - "Down" (Remixes) (BPC116)
- 2006 - "Turbo Dreams" (BPC124)
- 2006 - "Way Out" (Remixes) (BPC129)
- 2006 - "Jet" (Remixes) (BPC135)
- 2007 - "Go" (BPC160)
- 2008 - "Sprung / Its" (BPC176)
- 2008 - "Out Remixes" (BPC178)
- 2008 - "Elphine Remixes" (BPC181)
- 2008 - "Ondu / Caress" (BPC186)
- 2009 - "Lover" (BPC199)
- 2010 - "Pump" (BPC209)
- 2010 - "Flashy Flashy" (BPC216)
- 2011 - "Dust Remixes Ep " (BPC232)

### CD-uri Mix
- 2001 - Flieg mit Ellen Allien ("Fly with Ellen Allien")
- 2002 - Weiss.Mix ("White mix")
- 2004 - My Parade
- 2007 - Fabric 34: Ellen Allien
- 2007 - Time Out Presents - The Other Side: Berlin
- 2007 - Bpitch Control Camping Compilation 03
- 2008 - Boogybytes, vol. 04
- 2010 - Watergate 05

### Remix-uri
- 1996 - Gut-Humpe - "Butterpump (Ellen Allien rmx)"
- 1996 - Gut-Humpe - "Butter (Ellen Allien dub)"
- 2001 - Malaria! - "Eifersucht (Ellen Allien rmx)"
- 2001 - Miss Kittin & Goldenboy - "Rippin Kittin (Ellen Allien rmx)"
- 2001 - PeterLicht - "Die Transsylvanische Verwandte Ist Da (Ellen Allien Fun Maniac mix)"
- 2002 - Covenant - "Bullet (Ellen Allien rmx)"
- 2003 - Apparat - "Koax (Ellen Allien rmx)"
- 2003 - Barbara Morgenstern - "Aus Heiterem Himmel (Ellen Allien rmx)"
- 2003 - OMR - "The Way We Have Chosen (Ellen Allien rmx)"
- 2003 - Sascha Funke - "Forms And Shapes (Ellen Allien rmx)"
- 2003 - Vicknoise - "Chromosoma 23 (Ellen Allien rmx)"
- 2004 - Gold Chains - "Let's Get It On (Ellen Allien rmx)"
- 2004 - Gudrun Gut - "Butterfly (Ellen Allien Butter dub mix)"
- 2004 - Miss Yetti - "Marguerite (Ellen Allien rmx)"
- 2004 - Neulander - "Sex, God + Money (Ellen Allien rmx)"
- 2005 - George Thompson - "Laid Back Snack Attack (Ellen Allien Via mix)"
- 2006 - Audion - "Just A Man (Ellen Allien rmx)"
- 2007 - Beck - "Cellphone's Dead (Ellen Allien rmx)"
- 2007 - Louderbach - "Season 6 (Ellen Allien Away rmx)"
- 2007 - Safety Scissors - "Where Is Germany And How Do I Get There (Ellen Allien Germany rmx)"
- 2009 - Uffie - "Pop The Glock (Ellen Allien Bang The Glock Mix 2009)"